# Portrait de Luther et de Catherine de Bore
Le Portrait de Luther et de sa femme Catherine de Bore est un double portrait, une peinture à l'huile sur panneau (37 x 23 cm) réalisé par l'atelier de Lucas Cranach l'Ancien. L’œuvre est signée et datée de 1529, elle est conservée dans la Galerie des Offices à Florence.

## Histoire
Cranach a eu plusieurs occasions de représenter Luther et sa femme Catherine de Bore, dans les petits panneaux qui propagent les effigies des héros de la Réforme. Les plus anciens sont les deux tondo peints à Bâle en 1525, suivis par d'autres portraits de 1526 et 1528. Les œuvres sont traitées de la même façon, pour la pose et le format, mais la recherche de la vérité est ici attestée par le léger vieillissement des protagonistes, fidèlement rapporté.
Le double portrait se trouvant dans la Galerie des Offices fait partie des collections des Médicis au moins depuis 1666.

## Description et style
Luther est représenté habillé tout en noir, avec une robe large et haute, remontant jusqu'en haut du cou, et porte un chapeau de la même couleur. De cette façon, le visage est encadré et extrêmement expressif, véritable sujet du diptyque. La femme porte des vêtements plus serrés, avec un manteau doublé de fourrure, ce qui dénote l'appartenance à une catégorie de la haute bourgeoisie.
Dans ces œuvres, l'artiste montre son approche novatrice de l'art du portrait, avec un goût prononcé pour la linéarité, manifeste dans l'importance accordée à la ligne de contour par le biais de l'homogénéité de l'arrière-plan bleu.
L’œuvre peut être rapprochée du Double portrait de Luther et de Mélanchthon, au style très similaire, également conservé aux Offices. 